# 貪欲 (佛教)
貪欲，又譯欲貪、欲欲，佛教術語，指對於世間欲樂的追求。佛教認為，貪欲會帶來煩惱，因此列為五順下分結之一；貪欲也會障礙一個人，使其無法解脫，因此列為五蓋之一，稱為貪欲蓋（kāmacchandanīvaraṇa）。

## 概論
在梵文中，是一個複合字，由欲樂與欲組成，意指想要追求欲樂的一種心態。這種心態會造成一個人的煩惱，增長不善，障礙解脫，使有情投生三惡道，因此被列為五蓋之一。
貪欲的根源是三不善根中的貪。由對於觸的不正思維而起，五根接觸外界，產生快樂感受，對於這種欲樂產生愛取，受到貪念驅使，不願放棄，因此造成煩惱與痛苦，經由不淨觀可以對治貪欲。